# Зеленівська сільська рада (Амвросіївський район)
| Зеленівська сільська рада — колишній орган місцевого самоврядування у Амвросіївському районі Донецької області з адміністративним центром у с. Зелене. Сільській раді були підпорядковані населені пункти: - с. Зелене - с. Вербівка - с. Садове - с. Федорівка |

## Склад ради
Рада складалася з 12 депутатів та голови.

## Керівний склад сільської ради
| ПІБ                           | Основні відомості                                                                       | Дата обрання | Дата звільнення |
| ----------------------------- | --------------------------------------------------------------------------------------- | ------------ | --------------- |
| Нестеров Сергій Олександрович | Сільський голова, 1962 року народження, освіта, член Партії регіонів                    | 26.03.2006   | 31.10.2010      |
| Нестеров Сергій Олександрович | Сільський голова, 1962 року народження, освіта середня спеціальна, член Партії регіонів | 31.10.2010   |                 |

Примітка: таблиця складена за даними джерела